# Sabores Golden
Sabores Golden es una línea de refrescos o gaseosas de diversos sabores de Venezuela que forma parte de Pepsi-Cola Venezuela, que es una de las divisiones de Empresas Polar.
Golden viene en presentación de botella de plástico, para mayor contenido, y botella de vidrio y lata para menor contenido.

## Historia
Fue lanzado al mercado en 1948 como Golden Cup en la ciudad de Los Teques por un grupo de portugueses; con el paso del tiempo la marca logró expandirse al resto del país, entre sus innovaciones está el haber creado el primer refresco a base de manzana (llamado Manzanita) de Venezuela.
En 1992 Cervecería Polar adquiere parte de Golden Cup y en 1994 la mayoría accionaria de la compañía, dos años más tarde compra la totalidad de las acciones de Golden Cup. 
En 1996 relanzan al mercado la mundialmente famosa bebida Pepsi, la cual unos meses antes había roto relaciones con su antiguo franquiciador Hit de Venezuela de la Organización Cisneros. Más tarde, relanzan la bebida sabor a limón 7 Up. Esto motivó la desaparición de las marcas Brown Cola y Laim, respectivamente.
A mediados de 2000 inicia una campaña para relanzar los Sabores Golden orientándolos al público infantil, entre 7 y 12 años. El resultado fue posicionarse entre el 25 % y 28 % del mercado venezolano al cierre de ese año.
Para 2006 Sabores Golden se consolidó como líder del mercado en ese segmento con 67 % de participación, desplazando de esta forma a su principal competidor: Hit de The Coca-Cola Company.

## Productos
- Golden Kolita
- Golden Naranja
- Golden Manzana
- Golden Uva
- Golden Piña
- Golden Chicle
- Golden Naraparchita (naranja y parchita)

### Productos desaparecidos
- Laim (sabor a lima-limón)
- Laim Free (similar al anterior, pero endulzado con aspartamo)
- Brown Cola (sabor a cola)
- Golden Naramango (naranja con mango)
- Golden Naranmanzana (naranja con manzana)
- Hulk (edición limitada aparecida en 2003 con motivo del estreno de la película Hulk)
- Kola Araña (sabor a cola roja, pero de color azúl; edición limitada aparecida en 2004 con motivo del estreno de la película El Hombre Araña 2)
- Gótica (sabor a mora; edición limitada aparecida en 2005 con motivo del estreno de la película Batman Inicia)
- Superman (sabor a vainilla; edición limitada aparecida en 2007 con motivo del estreno de la película Superman Regresa)

### Gelatina
Para octubre de 2013 Empresas Polar anuncia el lanzamiento de un nuevo producto de Golden. Para 2014 Alimentos Polar lanza una nueva categoría, en alianza con Pepsi-Cola Venezuela, para la creación de Gelatina Golden, siguiendo el mismo perfil de sabor que el de sus refrescos. Este tendría ocho versiones de sabores: kolita, manzana, piña, uva, naranja, chicle, frambuesa y fresa (estos dos últimos no presentes como bebida).